# Fiordo di Bessel
Il fiordo di Bessel (danese Bessel Fjord) è un fiordo della Groenlandia di 65 km. Si trova a 75°59'N 21°10'O; è situato nel Parco nazionale della Groenlandia nordorientale, fuori da qualsiasi comune.